# Action Beat
I Action Beat sono un gruppo alternative/noise rock formatosi nel 2004 a Bletchley, Inghilterra. I componenti del gruppo sono Don McLean, James Carney, Peter Taylor, Jake Burton, Lewis Webb, David McLean, Harry Taylor, Jacobia Stig e Jimmy Bones.
La musica del gruppo si ispira a gruppi noise rock come i Sonic Youth e i Boredoms, sebbene sia riconosciuta l'influenza del compositore Glenn Branca e Rhys Chatham.

## Formazione
- Don McLean
- Jake Burton
- James Carney
- Lewis Webb - batteria
- Pete Taylor

## Discografia

### Album in studio
- 2007 - 1977-2007: Thirty Years of Hurt, Then Us Cunts Exploded
- 2009 - The Noise Band from Bletchley
- 2010 - Unbelievable Fuck-Ups
- 2010 - Beating
- 2012 - The Condition
- 2014 - A Remarkable Machine (con G.W. Sok)
- 2014 - Where Are You?
- 2017 - The World Is Fucked, But I Feel Fine (con G.W. Sok)

### Raccolte
- 2013 - The Book Of Debt